# (559178) 2015 BM518
(559178) 2015 BM518 est un transneptunien d'un diamètre estimé à environ 200 km, en résonance 3:4 avec Neptune avec  Neptune.